# 스플린터 (영화)
《스플린터》(영어: Splinter)는 2008년 개봉한 미국의 공포 영화이다.

## 출연진
- 질 와그너
- 폴로 코스탠조
- 셰이 위검
- 레이철 커브스
- 로럴 휫싯
- 찰스 베이커

## 기타 제작진
- 공동 제작: 존 글로서
- 배역: 로런 배스, 크리스 프라이호퍼
- 미술: 제니퍼 스펜스